# Francesco Maria Veracini
Francesco Maria Veracini (Florència, 1 de febrer de 1690 - 31 d'octubre de 1768) fou un violinista i compositor italià.

## Biografia
Naix en una família important de músics i artistes, el seu avi Francesco di Niccolò fou un dels primers violinistes de Florència i treballà en la cort dels Mèdici. Mentre el seu pare, Agostino, va ser un dels pocs Veracini en no dedicar-se a la música, fou farmacèutic i enterrador.

### Joventut
Veracini va esdevenir solista a les misses de Nadal a Sant Marc, Venècia, en 1711, però no en un membre regular de la seva orquestra. Va tornar a Florència a la primavera de 1712 per escriure el seu oratori Il trionfo dell'innocenza patrocinata da San Niccolò, tot i que el seu centre d'activitat musical es va mantenir a Venècia, on tornaria per actuar en les misses de Nadal de 1712. Probablement fos allà on Giuseppe Tartini el va escoltar i va quedar tan impressionat que va marxar a Ancona a estudiar un millor ús de l'arc per intentar imitar-lo.

### Maduresa
A la fi del 1714 va participar en una sèrie de concerts benèfics a Londres i com a solista en els entreactes de les òperes del Queen's Theater, tenint una càlida acollida per part del públic, sens dubte per la seva brillant capacitat tècnica. No obstant això, les seves composicions no van tenir un gran èxit a Anglaterra.
L'any 1715 ho va passar a Düsseldorf en la cort de l'elector Joan Guillem de Saxònia-Eisenach i li va dedicar un oratori Mosè al mar 'rosso.
Al 1716 va estar una altra vegada a Venècia on li va dedicar 12 sonates al príncep elector Frederic August de Saxònia. Tot i que no necessitaven a un violinista a la cort de Dresden, i que podia crear fricció entre Jean-Baptiste Volumier, el director de l'orquestra d'allí, el príncep va demanar al seu pare mantenir a Veracini. Després d'interpretar un altre oratori a Florència, en 1717 va viatjar a Dresden per treballar en la cort.
En 1719 va ser encomanat per buscar més cantants a Bolonya i Venècia per portar-los a la cort, després va tornar a Dresden on va estar fins 1722, quan va saltar per la finestra d'un tercer pis en un atac de bogeria. D'aquest fet hi ha dues versions, les que diuen que va ser provocat per massa dedicació a la música i lectura de l'alquímia o per un complot provocat per Volumier causa de l'enveja que sentia cap a ell, va compondre una obra que va assajar en secret amb el pitjor instrumentista de l'orquestra, així quan Veracini va anar a interpretar-la a primer cop d'ull, l'altre la va executar millor, sent aquest una humiliació tan gran que va intentar suïcidar-se.
En deixar Dresden en 1723 va tornar a Florència on va residir fins a 1733 on va compondre i va interpretar obres de música religiosa, participant en la missa i al Te Deum en celebració de l'elecció del Papa florentí Climent XII en 1730.
En 1733 va tornar a Londres on va participar en tal quantitat de concerts que el musicògraf Charles Burney va dir "no hi ha un concert ara sense un solo de violí tocat per Veracini". Allí va formar part en l'Òpera de la Noblesa, rival de l'òpera de Haendel, representant Adriano a Síria, La clemenza di Tito i Partenio.
Al no haver òperes a Londres en la temporada 1738-1739, va tornar a Florència breument, on durant la seva absència el seu oncle Antonio, la seva dona i la seva mare moriren. Al 1741 va tornar a Londres on es va dedicar a tocar en entreactes i concerts privats.
Al 1744 va publicar les seves millors sonates, Sonata acchademiche. Va continuar a Anglaterra fins 1745 i, va naufragar creuant el Canal de la Mànega.
Veracini va tornar a ser un músic d'església després del seu retorn a Itàlia. Des del 1755 fins a la seva mort va ser mestre de capella dels vallombrosians a l'església de Sant Pancraç i des de 1758 va tenir el mateix càrrec per als teatins a l'església de Sant Michele Berteldi.